# Omloop Het Nieuwsblad femení
L'Omloop Het Nieuwsblad femení és una cursa ciclista femenina que es disputa anualment a Bèlgica i que sol ser la primera de l'UCI Women's WorldTour, del qual forma part des de 2023, que es disputa a Europa. Tot i que la seva homòloga masculina se celebra des de 1945, la prova femenina no es disputà per primer cop fins al 2006.
Se celebra el mateix dia que la prova masculina sobre una distància més curta; però recorrent gran part de les mateixes carreteres de les Ardenes flamenques. Les participants han de pujar vuit cims i superar el pas per cinc o sis seccions de llambordes, incloent els cèlebres Kapelmuur i Bosberg a pocs quilòmetres de l'arribada.
Les corredores neerlandeses Suzanne de Goede (la primera vencedora de la competició), Anna van der Breggen i Annemiek van Vleuten i la sueca Emma Johansson han guanyat la prova en dues ocasions, essent la sueca l'única que hi ha aconseguit encadenar dos triomfs consecutius.

## Palmarès
| Any  | Vencedora            | Segona            | Tercera                   |
| ---- | -------------------- | ----------------- | ------------------------- |
| 2006 | Suzanne de Goede     | Mirjam Melchers   | Tanja Hennes              |
| 2007 | Mie Bekker Lacota    | Monica Holler     | Jaccolien Wallaard        |
| 2008 | Kirsten Wild         | Angela Hennig     | Emma Johansson            |
| 2009 | Suzanne de Goede     | Noemi Cantele     | Kelly Druyts              |
| 2010 | Emma Johansson       | Liesbet De Vocht  | Grace Verbeke             |
| 2011 | Emma Johansson       | Andrea Bosman     | Chantal Blaak             |
| 2012 | Loes Gunnewijk       | Ellen van Dijk    | Trixi Worrack             |
| 2013 | Tiffany Cromwell     | Megan Guarnier    | Emma Johansson            |
| 2014 | Amy Pieters          | Emma Johansson    | Lizzie Armitstead         |
| 2015 | Anna van der Breggen | Ellen van Dijk    | Lizzie Armitstead         |
| 2016 | Lizzie Armitstead    | Chantal Blaak     | Tiffany Cromwell          |
| 2017 | Lucinda Brand        | Chantal Blaak     | Annemiek van Vleuten      |
| 2018 | Christina Siggaard   | Alexis Ryan       | Maria Giulia Confalonieri |
| 2019 | Chantal Blaak        | Marta Bastianelli | Jip van den Bos           |
| 2020 | Annemiek van Vleuten | Marta Bastianelli | Floortje Mackaij          |
| 2021 | Anna van der Breggen | Emma Norsgaard    | Amy Pieters               |
| 2022 | Annemiek van Vleuten | Demi Vollering    | Lorena Wiebes             |
| 2023 | Lotte Kopecky        | Lorena Wiebes     | Marta Bastianelli         |
| 2024 | Marianne Vos         | Lotte Kopecky     | Elisa Longo Borghini      |
| 2025 | Lotte Claes          | Aurela Nerlo      | Demi Vollering            |